# Platytachina latifrons
Platytachina latifrons är en tvåvingeart som beskrevs av Malloch 1938. Platytachina latifrons ingår i släktet Platytachina och familjen parasitflugor. Inga underarter finns listade i Catalogue of Life.